# Hedi Marek
Hedi Marek (* 24. April 1927 in Wien) ist eine österreichische Schauspielerin bei Bühne, Film und Fernsehen.

## Leben und Wirken
Hedi Marek erhielt ihre künstlerische Ausbildung bei Helmuth Krauss und sammelte anschließend erste Bühnenerfahrung in der Provinz. In den 1950er Jahren ging sie mit dem Kollegen und späteren Ehemann Gerhard Klingenberg nach Ostberlin und wirkte dort als Schauspielerin und dessen Regieassistentin am Berliner Ensemble. 1958 gab sie bei der DEFA  ihr Filmdebüt. 
Infolge des Mauerbaus 1961 kehrten Marek und Klingenberg wieder in den Westen zurück, und sie spielte Theater in Städten wie Köln, Frankfurt am Main und Zürich. Nebenbei sah man die Wienerin ab 1963 auch in einer Reihe von bundesdeutschen und österreichischen Fernsehproduktionen, die häufig literarische Vorlagen besaßen und immer mehrfach von ihrem Ehemann inszeniert wurden. Bereits mit Beginn der 1970er Jahre zog sich Hedi Marek von der Arbeit vor der Kamera zurück.

## Filmografie
- 1958: Helenchen ist glücklich
- 1958: Bevor der Blitz einschlägt
- 1959: Spuk in Villa Sonnenschein (Fernsehfilm)
- 1959: Der Weihnachtsmann lebt hinterm Mond
- 1960: Weekend im Paradies
- 1960: Guten Tag, lieber Tag
- 1961: Drei Mann auf einem Pferd
- 1963: Der Mann aus England
- 1964: Liebling, ich hasse dich
- 1965: Mademoiselle Löwenzorn
- 1966: Die gelehrten Frauen
- 1966: Die verlorenen Schuhe
- 1967: Die Zimmerwirtin
- 1967: Das schwedische Zündholz
- 1967: Der Unbestechliche
- 1968: Die Träume von Schale und Kern
- 1968: Frühere Verhältnisse
- 1969: Der Talismann
- 1970: Die Türken kommen
- 1970: Der Kurier der Kaiserin (eine Folge)
- 1971: Der Totentanz

## Einzelnachweis
1. ↑  Hedi Marek auf google.de/books

| Personendaten    | Personendaten                                                |
| ---------------- | ------------------------------------------------------------ |
| NAME             | Marek, Hedi                                                  |
| ALTERNATIVNAMEN  | Klingenberg, Hedi (Ehename)                                  |
| KURZBESCHREIBUNG | österreichische Schauspielerin bei Bühne, Film und Fernsehen |
| GEBURTSDATUM     | 24. April 1927                                               |
| GEBURTSORT       | Wien                                                         |